# Gyimesbükk község
Gyimesbükk község (románul: Comuna Ghimeș-Făget) község Bákó megyében, Romániában. Központja Gyimesbükk, beosztott falvai Bálványospataka, Felsőbükk, Gyimes, Rakottyástelep, Tarhavaspataka.

## Népessége
A 2011-es népszámlálás adatai alapján a község népessége 5094 fő volt.